# Batterij van Colleville
De batterij van Colleville was een kustbatterij in Normandië tijdens de Tweede Wereldoorlog. Het complex werd door Organisation Todt, nabij het Franse dorp Colleville-Montgomery, gebouwd. De Duitsers hadden de batterij bewapend met vier Tsjecho-Slowaakse 100 mm kanonnen, die aanvankelijk op platforms werden geplaatst. Later kregen de kanonnen bescherming van kazematten.
Het complex werd door de geallieerden met de codenaam Morris aangeduid. Tijdens de geallieerde landing in Normandië werd de batterij zonder grote moeilijkheden in de vroege middag van 6 juni 1944 ingenomen.